# Звагдейк-Вест
Звагдейк-Вест (нід. Zwaagdijk-West) — село в нідерландській провінції Північна Голландія. Входить до муніципалітету Медемблік.
Його площа становить 1,52 км², а населення станом на 2021 рік складало 585 осіб.
Перша згадка про населений пункт датується 1319 роком.